# Demokratisk Vänster i Lund
Demokratisk Vänster i Lund var ett lokalt politiskt parti som var registrerat för val till kommunfullmäktige i Lunds kommun. Partiet bildades inför valet 2006 av bland andra avhoppade vänsterpartister. Partiet lyckades få ett mandat i kommunfullmäktige och kom även att få nämndrepresentation och en ersättarplats i kommunstyrelsen, med 1,86% av rösterna. Partiet behöll mandat i valet 2010. I valet 2014 ställde Demokratisk Vänster i Lund inte upp. 